# Клейнер, Серхио
Серхио Клейнер (исп. Sergio Kleiner; род. 23 марта 1936 (или 1939), Буэнос-Айрес, Аргентина) — многоплановый мексиканский актёр аргентинского происхождения.

## Биография
Родился 23 марта 1936 года (по другим данным в 1939 году) в Буэнос-Айресе в еврейской семье. В Мексику попал случайно: путешествуя по городам Северной Америки, познакомился с мексиканской актрисой Марией Тересой Монтойя, переехал в Мексику и посвятил этой стране всю свою оставшуюся жизнь. В мексиканском кинематографе дебютировал в 1968 году, с тех пор снялся в пятидесяти двух фильмах и телесериалах, также пробовал себя в качестве писателя, преподавателя и режиссёра.

## Фильмография

### Теленовеллы
- La fan (2017)
- El senor de los cielos 3 (2015—2016) — Silvestre
- Tanto amor (2015—2016) — Oscar Lombardo Jiménez
- Amor sin reserva (2014—2015) — Jorge
- La otra cara del alma (2012—2013) — Padre Ernesto
- La mujer de Judas (2012)- Buenaventura Briseño
- Cielo rojo (2011) — Ángel Durán
- Entre el amor y el deseo (2010—2011) — Sergio Valdivieso
- Quiéreme (2010) — Dimas Romeo
- Pecadora (2009—2010) — Gerardo Savater
- Eternamente tuya (2009) — Chon
- Noche eterna (2008) — Domingo
- Bellezas indomables (2007—2008) — Gianmarco
- Amor en custodia (2005—2006) — Santiago Achaval Uriel
- La hija del jardinero (2003—2004) — Lic. Ordóñez
- Te amaré en silencio (2002) — Arsenio
- El amor no es como lo pintan (2000—2001) — Manuel Segovia
- Женщина с характером, или Удар ниже пояса (2000—2001) — Gonzalo Montaño
- Catalina y Sebastián (1999) — Gustavo Negrete
- La casa del naranjo (1998) — Ignacio
- Salud, dinero y amor (1997—1998) — Dr. Damián Zárete
- Canción de amor (1996) — Diego
- La antorcha encendida (1996) — Juan Ruiz de Apodaca
- Алондра (1995) — Gonzalo
- Más allá del puente (1993—1994) — Adrián Bermúdez
- De frente al sol (1992) — Adrián Bermúdez
- Muchachitas (1991—1992) — Alberto Barbosa
- Alcanzar una estrella (1990) — Fernando Mastreta
- Yo compro esa mujer (1990) — Demarín
- Сладкое желание (1988—1989) — Luis Mancera
- Seducción (1986) — Benjamín
- Eclipse (1984) -
- Elisa (1979) -
- Lucía Sombra (1971) — Aarón Siavinsky -
- Mi amor por ti (1969) -
- Los Caudillos (1968) -
- Juventud divino tesoro (1968) -
- Mujeres sin amor (1968) -

### Многосезонные ситкомы
- Женщина, случаи из реальной жизни (1985—2007)

### Художественные фильмы
- Morirse está en hebreo (2007)
- Ni de aquí, ni de allá (1988)
- Ya nunca más (1984)
- Bloody Marlene (1979)
- Los doce malditos (1974)
- Apolinar (1972)
- Fin de fiesta (1972)
- The Incredible Invasion (1971)
- Siempre hay una primera vez (1971)
- La generala (1970)
- Las reglas del juego (1970)
- Mictlan o la casa de los que ya no son (1969)
- Fando y Lis (1967)

## Театральные работы
- Obituario (Obra de teatro), de Guillermo Schmidhuber, con la dirección de Gonzalo Valdés Medellín (2017).
- El último encuentro (2015).
- La última sesión de Freud (2014)[2]
- Rainman (2010).